# Bembecinus
Bembecinus  (лат.) — род песочных ос из подсемейства Bembicinae (триба Bembicini). Более 180 видов.

## Распространение
Афротропика. Палеарктика (около 30 видов). В Европе около 10 видов. Для СССР указывалось около 5 видов.
В Палеарктике 49 видов, в России 2 вида.

## Описание
Гнезда строят в почве. Охотятся на мелких цикадок. Глазки выпуклые и круглые (у близкого рода Bembix они удлинённые и уплощённые). Радиальная жилка переднего крыла значительно короче, чем 1-я радиомедиальная. Усики самцов 13-члениковые, последний (13-й) сегмент изогнут и заострён.

## Классификация
Более 180 рецентных видов. Относится к трибе Bembicini. В Европе встречаются:
- Bembecinus carinatus Lohrman 1942
- Bembecinus carpetanus (Mercet 1906)
- Bembecinus crassipes (Handlirsch 1895)
- Bembecinus cyprius Beaumont 1954
- Bembecinus hungaricus (Frivaldszky 1876)
- Bembecinus insulanus Beaumont 1954
- Bembecinus meridionalis A. Costa 1859
- Bembecinus peregrinus (F. Smith 1856)
- Bembecinus pulchellus (Mercet 1906)
- Bembecinus tridens (Fabricius 1781)
- Другие виды